# Saskatchewan
Saskatchewan ( / s ə ˈ s k æ tʃ ə w ə n , s k æ tʃ w ə n / ( nghe )  sə- SKATCH -ə-wən ; tiếng Pháp Canada:  [saskatʃəwan] ) là một tỉnh ở miền Tây Canada , giáp với phía tây giáp Alberta, phía bắc giáp Lãnh thổ Tây Bắc, phía đông giáp Manitoba, phía đông bắc giáp Nunavut, và về phía nam giáp với các bang Montana và North Dakota của Hoa Kỳ. Saskatchewan và Alberta là những tỉnh không giáp biển duy nhất của Canada. Vào năm 2022, dân số của Saskatchewan ước tính là 1.214.618.  Gần 10% trong tổng diện tích 651.900 kilômét vuông (251.700 dặm vuông Anh) của Saskatchewan là nước ngọt, chủ yếu là sông, hồ chứa nước và hồ.
Cư dân chủ yếu sống ở nửa đồng cỏ phía nam của tỉnh, trong khi nửa phía bắc chủ yếu là rừng và dân cư thưa thớt. Khoảng một nửa sống ở thành phố lớn nhất tỉnh Saskatoon hoặc thủ phủ tỉnh Regina. Các thành phố đáng chú ý khác bao gồm Prince Albert, Moose Jaw , Yorkton , Swift Current , North Battleford , Estevan , Weyburn , Melfort và thành phố biên giới Lloydminster .  Tiếng Anh là ngôn ngữ chính của tỉnh, với 82,4% người dân Saskatchewan nói tiếng Anh như ngôn ngữ chính của họ.ngôn ngữ đầu tiên . 
Saskatchewan đã có hàng ngàn năm là nơi sinh sống của các nhóm bản địa . Người châu Âu lần đầu tiên khám phá khu vực này vào năm 1690 và lần đầu tiên định cư tại khu vực này vào năm 1774. Nó trở thành một tỉnh vào năm 1905, được tách ra từ Lãnh thổ Tây Bắc rộng lớn , cho đến lúc đó bao gồm hầu hết các Đồng cỏ của Canada. Vào đầu thế kỷ 20, tỉnh được biết đến như một thành trì của nền dân chủ xã hội Canada; Chính phủ dân chủ-xã hội đầu tiên của Bắc Mỹ được bầu vào năm 1944 . Nền kinh tế của tỉnh dựa trên nông nghiệp , khai khoáng và năng lượng .
Saskatchewan hiện được điều hành bởi thủ tướng Scott Moe, một thành viên của Đảng Saskatchewan đã nắm quyền từ năm 2007.
Năm 1992, chính quyền liên bang và tỉnh đã ký một thỏa thuận yêu sách đất đai lịch sử với First Nations ở Saskatchewan.  Các quốc gia đầu tiên đã nhận được tiền bồi thường mà họ có thể sử dụng để mua đất trên thị trường mở cho các ban nhạc. Họ đã mua được khoảng 3.079 kilômét vuông (761.000 mẫu Anh; 1.189 dặm vuông Anh), đất dự trữ mới trong quá trình này. Một số Quốc gia đầu tiên đã sử dụng khu định cư của họ để đầu tư vào các khu vực đô thị, bao gồm Regina và Saskatoon. 